# Idiolekt
Idiolekt (z řeckého ἴδιος idios "vlastní" a λέξις leksis „řeč“) je jazyk jednotlivce projevující se individuálním výběrem slovní zásoby, gramatiky nebo výslovnosti z národního jazyka. Vzniká pod vlivem příslušnosti k nějaké sociální skupině, stupni vzdělání, apod. Svůj idiolekt má každý člověk, avšak jeho unikátnost spočívá spíše v propojení slov a vět v řeči. 
Každý člověk má jedinečný idiolekt ovlivněný jeho jazykem, socioekonomickým postavením a geografickou polohou.